# Memoriał Mariana Rosego 1987
Memoriał Mariana Rosego 1987 – 14. edycja turnieju żużlowego, który miał na celu upamiętnienie polskiego żużlowca Mariana Rosego, który zginął tragicznie w 1970 roku, odbyła się 19 lipca 1987 roku w Toruniu. Turniej wygrał Antal Kócsó.

## Wyniki
- Toruń, 19 lipca 1987
- NCD: Zenon Plech – 67,40 w wyścigu 15
- Sędzia: Roman Cheładze

| Msc. | Zawodnik                | Klub         | Pkt |             |  |
| ---- | ----------------------- | ------------ | --- | ----------- |  |
| 1    | Antal Kócsó             | Węgry        | 14  | (3,2,3,3,3) |  |
| 2    | Roland Dannö            | Szwecja      | 13  | (3,3,2,3,2) |  |
| 3    | Roman Jankowski         | Leszno       | 12  | (1,3,3,2,3) |  |
| 4    | Andrzej Huszcza         | Zielona Góra | 11  | (3,1,3,3,1) |  |
| 5    | Grzegorz Dzikowski      | Gdańsk       | 11  | (3,1,2,2,3) |  |
| 6    | Eugeniusz Miastkowski   | Toruń        | 10  | (2,2,2,1,3) |  |
| 7    | János Seres             | Węgry        | 9   | (1,2,3,1,2) |  |
| 8    | Stanisław Miedziński    | Toruń        | 8   | (2,3,0,3,0) |  |
| 9    | Stefan Tietz            | Toruń        | 7   | (1,3,1,0,2) |  |
| 10   | Zenon Kasprzak          | Leszno       | 6   | (0,0,2,2,2) |  |
| 11   | Christer Karlsson       | Szwecja      | 6   | (2,2,1,0,1) |  |
| 12   | Tommy Lindgren          | Szwecja      | 6   | (2,1,0,2,1) |  |
| 13   | Ryszard Kowalski        | Toruń        | 3   | (1,1,1,0,0) |  |
| 14   | Piotr Mackiewicz        | Toruń        | 1   | (0,0,1,0,0) |  |
| 15   | István Tóth             | Węgry        | 1   | (0,0,0,1,0) |  |
| 16   | Wojciech Żabiałowicz    | Toruń        | 0   | (0,0)       |  |
|      | rez. Mariusz Strzelecki | Toruń        |     | (0,1,1)     |  |

Bieg po biegu
1. [72,40] Dzikowski, Karlsson, Jankowski, Żabiałowicz
2. [69,00] Kócsó, Lindgren, Tietz, Kasprzak
3. [68,00] Dannö, Miastkowski, Seres, Mackiewicz
4. [70,20] Huszcza, Miedziński, Kowalski, Tóth
5. [68,00] Dannö, Kócsó, Huszcza, Żabiałowicz
6. [70,60] Miedziński, Miastkowski, Dzikowski, Kasprzak
7. [70,20] Jankowski, Seres, Lindgren, Tóth
8. [70,80] Tietz, Karlsson, Kowalski, Mackiewicz
9. [70,00] Seres, Kasprzak, Kowalski, Strzelecki
10. [69,00] Kócsó, Dzikowski, Mackiewicz, Tóth
11. [69,60] Jankowski, Dannö, Tietz, Miedziński
12. [68,60] Huszcza, Miastkowski, Karlsson, Lindgren
13. [69,60] Miedziński, Lindgren, Strzelecki, Mackiewicz
14. [69,00] Huszcza, Dzikowski, Seres, Tietz
15. [67,40] Kócsó, Jankowski, Miastkowski, Kowalski
16. [68,80] Dannö, Kasprzak, Tóth, Karlsson
17. [70,00] Miastkowski, Tietz, Strzelecki, Tóth
18. [69,00] Dzikowski, Dannö, Lindgren, Kowalski
19. [69,40] Jankowski, Kasprzak, Huszcza, Mackiewicz
20. [67,80] Kócsó, Seres, Karlsson, Miedziński